# Marokkó uralkodóinak listája
Az alábbi lista Marokkó uralkodóit tartalmazza.

## Idríszidák(1x,788–974)
| Uralkodó                 | Születési idő    | Halálozási idő     | Élethossz | Uralkodási idő    | Uralkodási évek | Neve arabul                             | Megjegyzés                |
| ------------------------ | ---------------- | ------------------ | --------- | ----------------- | --------------- | --------------------------------------- | ------------------------- |
| I. Idrísz                | 745              | 791 májusa/júniusa | 46 év     | imám: 789 – 791   | 2 év            | إدريس بن عبد الله الكامل                |                           |
| II. Idrísz               | 791. október 14. | 828. augusztus 28. | 36 év     | imám: 791 – 828   | 36 év           | إدريس الثاني                            | I. Idrísz utószülőtt fia. |
| Mohammed                 | ?                | 836 áprilisa       | ? év      | imám: 828 – 836   | 8 év            | مُحَمَّد بن إِدرِيس                           | II. Idrísz fia.           |
| I. Ali                   | 827              | 848 januárja       | 21 év     | imám: 836 – 848   | 12 év           | علي بن مُحَمَّد                             | Mohammed fia.             |
| I. Jahjá                 | 829              | 864                | 35 év     | imám: 848 – 864   | 16 év           | يحيى بن محمد بن إِدرِيس                   | Mohammed fia.             |
| II. Jahjá                | ?                | 874                | ? év      | imám: 864 – 874   | 10 év           | يَحيَى بن يَحيَى                            | I. Jahjá fia.             |
| II. Ali                  | ?                | 883                | ? év      | kalifa: 874 – 883 | 9 év            | علي بن عمر بن إدريس                     | II. Idrísz unokája.       |
| III. Jahjá               | ?                | 904                | ? év      | imám: 883 – 904   | 21 év           | يحي بن القاسم بن إدريس                  | II. Idrísz unokája.       |
| IV. Jahjá                | ?                | kb. 947            | ? év      | imám: 904 – 917   | 13 év           | يحيى بن إدريس بن عمر                    | II. Ali unokaöccse.       |
| Egyiptomi uralom 917–925 |                  |                    |           |                   |                 |                                         |                           |
| I. Al-Hasszán            | ?                | 944                | ? év      | imám: 925 – 927   | 2 év            | الحجام الحسن بن محمد بن القاسم بن إدريس |                           |
| Egyiptomi uralom 927–937 |                  |                    |           |                   |                 |                                         |                           |
| Al-Kászim                | ?                | 948                | ? év      | imám: 937 – 948   | 11 év           | القاسم كنون بن أبراهيم                  |                           |
| Ahmed                    | ?                | 954                | ? év      | imám: 948 – 954   | 6 év            | أبو العيش أحمد بنالقاسم كنون            | Al-Kászim fia.            |
| II. Al-Hasszán           | ?                | 985                | ? év      | imám: 954 – 974   | 20 év           | الحسن بن كنون                           | Al-Kászim fia             |

## Almorávidák(1061–1147)
| Uralkodó | Születési idő | Halálozási idő      | Élethossz | Uralkodási idő       | Uralkodási évek | Neve arabul                                     | Megjegyzés  |
| -------- | ------------- | ------------------- | --------- | -------------------- | --------------- | ----------------------------------------------- | ----------- |
| Juszef   | 1009          | 1106. szeptember 2. | 97 év     | szultán: 1061 – 1106 | 45 év           | يوسف بن تاشفين ناصر الدين بن تالاكاكين الصنهاجي |             |
| Ali      | 1083/1084     | 1143. január 26.    | 59–60 év  | szultán: 1106 – 1143 | 37 év           | علي بن يوسف                                     | Juszef fia. |
| Tasfin   | ?             | 1145. március 23.   | ? év      | szultán: 1143 – 1145 | 2 év            | تاشفين بن علي                                   | Ali fia.    |
| Ibrahim  | ?             | 1147                | ? év      | szultán: 1145 – 1147 | 2 év            | إبراهيم بن تاشفين                               | Tasfin fia. |
| Iszhák   | ?             | 1147 áprilisa       | ? év      | szultán: 1147        | 1 év            | إسحاق بن علي                                    | Ali fia.    |

## Almohád-ház(1147–1269)
| Uralkodó             | Születési idő | Halálozási idő     | Élethossz | Uralkodási idő       | Uralkodási évek | Neve arabul                                                                                   | Megjegyzés                   |
| -------------------- | ------------- | ------------------ | --------- | -------------------- | --------------- | --------------------------------------------------------------------------------------------- | ---------------------------- |
| Abd-al Mumin         | 1094          | 1163. május 26.    | 69 év     | szultán: 1147 – 1163 | 16 év           | عبد المؤمن بن علي الكومي                                                                      |                              |
| I. Abu Jakub Juszef  | 1139          | 1184. július 29.   | 45 év     | szultán: 1163 – 1184 | 21 év           | أبو يعقوب يوسف بن عبد المؤمن                                                                  | Abd al-Mumin fia.            |
| Jakub al-Manszur     | 1160          | 1199. január 23.   | 39 év     | szultán: 1184 – 1199 | 15 év           | أبو يوسف المنصور يعقوب بن يوسف                                                                | I. Abu Jakub Juszef fia.     |
| Muhammad al-Naszir   | ?             | 1213. december 25. | ? év      | szultán: 1199 – 1213 | 14 év           | الناصر لدين الله محمد بن المنصور                                                              | Jakub al-Manszur fia.        |
| II. Abu Jakub Juszef | 1203          | 1224. január 6.    | 21 év     | szultán: 1213 – 1224 | 11 év           | المستنصر بالله يوسف بن الناصر                                                                 | Muhammad al-Naszir fia.      |
| I. Abdul-Vahid       | ?             | 1224 szeptembere   | ? év      | szultán: 1224        | 1 év            | أبو محمد المخلوع عبد الواحد بن يوسف                                                           | I. Abu Jakub Juszef fia.     |
| Abdallah al-Adil     | ?             | 1227. október 4.   | ? év      | szultán: 1224 – 1227 | 3 év            | أبو محمد العادل بن يوسف                                                                       | Jakub al-Manszur fia.        |
| Jahjá al-Mutaszim    | ?             | 1236               | ? év      | szultán: 1227 – 1229 | 2 év            | أبو زكرياء المعتصم يحي بن الناصر                                                              | Muhammad al-Naszir fia.      |
| I. Idrisz            | ?             | 1232. október 16.  | ? év      | szultán: 1227 – 1232 | 5 év            | أبو العلا المأمون إدريس بن المنصور                                                            | Abdallah al-Adil fivére.     |
| II. Abd al-Vahid     | ?             | 1242. december 4.  | ? év      | szultán: 1232 – 1242 | 10 év           | أبو محمد الرشيد عبد الواحد بن المأمون                                                         | I. Idrisz fia.               |
| Abu al-Hasszán       | ?             | 1248               | ? év      | szultán: 1242 – 1248 | 6 év            | أبو الحسن المعتضد بالله السعيد بن المأمون                                                     | II. Abd al-Vahid fivére.     |
| Omár                 | ?             | 1266               | ? év      | szultán: 1248 – 1266 | 18 év           | أبو حفص المرتضى عمر بن أبي إبراهيم اسحاق بن يوسف بن عبد المؤمن                                | I. Abu Jakub Juszef unokája. |
| II. Idrisz           | ?             | 1275               | ? év      | szultán: 1266 – 1269 | 3 év            | أبو العلا أبو الدبوس الواثق بالله إدريس بن محمد بن أبي عبد الله محمد بن أبي حفص بن عبد المؤمن | Abd al-Mumin dédunokája.     |

## Marínidák(1195–1465)
| Uralkodó                 | Születési idő        | Halálozási idő      | Élethossz | Uralkodási idő       | Uralkodási évek | Neve arabul                         | Megjegyzés                 |
| ------------------------ | -------------------- | ------------------- | --------- | -------------------- | --------------- | ----------------------------------- | -------------------------- |
| I. Abd al-Hakk           | 1147/1148            | 1217 szeptembere    | 69–70 év  | sejk: 1195 – 1217    | 22 év           | عَبد الحَقّ بن مِحيُو المَرِينِيّ            |                            |
| I. Oszmán                | 1196/1197            | 1240                | 43–44 év  | sejk: 1217 – 1240    | 23 év           | عثمان بن عَبد الحَقّ                   | I. Abd al-Hakk fia.        |
| I. Mohammed              | ?                    | 1244                | ? év      | sejk: 1240 – 1244    | 4 év            | محمد بن عَبد الحَقّ                    | I. Abd al-Hakk fia.        |
| Abu Jahjá                | 1207                 | 1258                | 51 év     | szultán: 1244 – 1258 | 14 év           | أَبُو يَحيَى بن عَبد الحَقّ                | I. Abd al-Hakk fia.        |
| Omár                     | ?                    | 1259                | ? év      | szultán: 1258 – 1259 | 1 év            |                                     | Abu Jahjá fia.             |
| Abu Juszef Jakub         | kb. 1212             | 1286. március 20.   | kb. 74 év | szultán: 1259 – 1286 | 27 év           | أَبُو يُوسُف يَعقُوب بن عَبد الحَقّ          | I. Abd al-Hakk fia.        |
| Abu Jakub Juszef         | ?                    | 1307. május 13.     | ? év      | szultán: 1286 – 1307 | 21 év           | أَبُو يُوسُف يَعقُوب الناصر               | Abu Juszef Jakub fia.      |
| Abu Thabit               | 1284. szeptember 12. | 1308. július 27.    | 23 év     | szultán: 1307 – 1308 | 1 év            | أبو ثابت عامر                       | Abu Jakub Juszuf unokája.  |
| Abu al-Rabia             | 1289 márciusa        | 1310. november 23.  | 21 év     | szultán: 1308 – 1310 | 2 év            | أبو الربيع سليمان                   | Abu Thabit fivére.         |
| II. Oszmán               | 1276 decembere       | 1331 augusztusa     | 54 év     | szultán: 1310 – 1331 | 21 év           | أبو سعيد عثمان بن يعقوب             | Abu Jakub Juszef fia.      |
| Abu Al-Hasszan Ali       | 1297                 | 1351. május 24.     | 53 év     | szultán: 1331 – 1348 | 17 év           | أبو الحسن علي بن عثمان              | II. Oszmán fia.            |
| Abu Inan Farisz          | 1329                 | 1358. november 27.  | 29 év     | szultán: 1351 – 1358 | 7 év            | أبو عنان فارس بن علي                | Abu Al-Hasszan Ali fia.    |
| II. Mohammed             | 1342                 | 1358                | 16 év     | szultán: 1358        | 1 év            | أبو زيان محمد بن فارس               | Abu Inan Farisz fia.       |
| Abu Jahjá                | 1346                 | 1359                | 13 év     | szultán: 1358 – 1359 | 1 év            | أبو بكر الثاني المريني              | Abu Inan Farisz fia.       |
| Abu Szelim Ali           | 1335                 | 1361                | 26 év     | szultán: 1359 – 1361 | 2 év            | أبو سالم إبراهيم بن علي             | Abu Al-Hasszan Ali fia.    |
| Abu Omár Tasfin          | 1329                 | 1361                | 32 év     | szultán: 1361        | 1 év            | أبو عمر تاشفين بن علي               | Abu Szelim Ali fia.        |
| Abd al-Hale              | ?                    | 1362                | ? év      | szultán: 1361 – 1362 | 1 év            |                                     | II. Oszmán unokája.        |
| III. Mohammed            | 1338                 | 1366                | 28 év     | szultán: 1362 – 1366 | 4 év            | أبو زيان محمد الثاني المريني        |                            |
| I. Abd al-Aziz           | 1349                 | 1372                | 23 év     | szultán: 1366 – 1372 | 6 év            | أبو فارس المستنصر عبد العزيز بن علي | Abu Al-Hasszan Ali fia.    |
| IV. Mohammed             | 1368                 | 1374                | 6 év      | szultán: 1372– 1374  | 2 év            | محمد الثالث المريني                 | Abu Al-Haszan Ali fia. (?) |
| Abu al-Abbász Ahmed      | 1355                 | 1387                | 32 év     | szultán: 1374 – 1384 | 10 év           | أبو العباس أحمد المريني             | Abu Szelim Ali fia.        |
| Musza                    | ?                    | 1387                | ? év      | szultán: 1384 – 1386 | 2 év            | أبو فارس موسى المريني               | Abu Inan Farisz fia.       |
| V. Mohammed Al-Wathik    | ?                    | 1387                | ? év      | szultán: 1386 – 1387 | 1 év            | أبو زيان محمد بن أحمد               | Abu Al-Haszan Ali fia.     |
| Abu Zajd Abd al-Rahman   | ?                    | 1387                | ? év      | szultán: 1384 – 1387 | 3 év            |                                     | Abu Inan Farisz fia.       |
| VI. Mohammed             | ?                    | 1387                | ? év      | szultán: 1387        | 1 év            | محمد الرابع المريني                 | V. Mohammed Al-Wathik fia. |
| Abu al-Abbász Ahmed (2x) | 1355                 | 1387                | 32 év     | szultán: 1387 – 1393 | 6 év            | أبو العباس أحمد المريني             |                            |
| Abd al-Farisz            | 1375                 | 1396                | 21 év     | szultán: 1393 – 1396 | 3 év            | عبد العزيز الثاني المريني           | V. Mohammed Al-Wathik fia. |
| II. Abd al-Aziz          | ?                    | 1396                | ? év      | szultán: 1396        | 1 év            |                                     |                            |
| Abdullah                 | 1378                 | 1398                | 20 év     | szultán: 1396 – 1398 | 2 év            | أبو عامر عبد الله بن أحمد           | V. Mohammed Al-Wathik fia. |
| III. Oszmán              | 1383                 | 1420. október 21.   | 37 év     | szultán: 1399 – 1420 | 21 év           | عثمان الثاني المريني                | V. Mohammed Al-Wathik fia. |
| II. Abd al-Hakk          | 1419                 | 1465. augusztus 14. | 46 év     | szultán: 1420 – 1465 | 45 év           | عبد الحق الثاني المريني             | III. Oszmán fia.           |

## Idríszidák(2x,1465–1472)
| Uralkodó         | Születési idő | Halálozási idő | Élethossz | Uralkodási idő        | Uralkodási évek | Neve arabul                          | Megjegyzés                                                   |
| ---------------- | ------------- | -------------- | --------- | --------------------- | --------------- | ------------------------------------ | ------------------------------------------------------------ |
| Muhammed ben Ali | ?             | 1471           | ? év      | szultán: 1465 – †1471 | 6 év            | محمد بن علي العمراني الجوطي الإدريسي | I. Idrisz 20. leszármazottja. Szultánnak kiáltotta ki magát. |

## Wattászidák(1472–1554)
| Uralkodó            | Születési idő | Halálozási idő   | Élethossz | Uralkodási idő       | Uralkodási évek | Neve arabul                    | Megjegyzés               |
| ------------------- | ------------- | ---------------- | --------- | -------------------- | --------------- | ------------------------------ | ------------------------ |
| Muhammed as-Sejk    | ?             | 1504             | ? év      | szultán: 1472 – 1504 | 32 év           | محمد الشيخ المهدي              |                          |
| Abdallah Muhammed   | 1464          | 1526             | 62 év     | szultán: 1504 – 1526 | 22 év           | محمد البرتقالي                 | Muhammed as-Sejk fia.    |
| Abu al-Abbász Ahmed | ?             | 1549             | ? év      | szultán: 1526 – 1545 | 19 év           | أبو العباس أحمد بن محمد        | Abdallah Muhammed fia.   |
| Naszir al-Kasziri   | ?             | 1547             | ? év      | szultán: 1545 – 1547 | 2 év            | ناصر الدين القصري محمد بن أحمد | Abu al-Abbász Ahmed fia. |
| Abu al-Abbász Ahmed | ?             | 1549             | ? év      | szultán: 1547 – 1549 | 2 év            | أبو العباس أحمد بن محمد        | Második uralkodása.      |
| Ali Abu Hasszun     | ?             | 1554 szeptembere | ? év      | szultán: 1549 – 1554 | 5 év            | علي أبو حسون                   | Naszir al-Kasziri fia.   |

## Szaaditák(1554–1659)

### Az egységes birodalom
| Uralkodó                   | Születési idő | Halálozási idő      | Élethossz | Uralkodási idő       | Uralkodási évek | Neve arabul                | Megjegyzés       |
| -------------------------- | ------------- | ------------------- | --------- | -------------------- | --------------- | -------------------------- | ---------------- |
| I. Mohammed as-Seih        | 1490/1491     | 1557. október 23.   | 66–67 év  | szultán: 1554 – 1557 | 3 év            | محمد الشيخ                 |                  |
| Abdullah al-Ghálib         | 1517          | 1574. január 22.    | 57 év     | szultán: 1557 – 1574 | 17 év           | عبد الله ﺍﻟﻐﺎﻟﺐ            | Fia.             |
| II. Abu Abdullah Mohammed  | ?             | 1578. augusztus 4.  | ? év      | szultán: 1574 – 1576 | 2 év            | محمد المتوكل               | Fia.             |
| I. Abú Maruán Abd al-Malik | ?             | 1578. augusztus 4.  | ? év      | szultán: 1576 – 1578 | 2 év            | أبو مروان عبد الملك الغازي | I. Mohammed fia. |
| Ahmed al-Manszúr           | 1549          | 1603. augusztus 25. | 54 év     | szultán: 1578 – 1603 | 25 év           | أبو العباس أحمد المنصور    | Fivére.          |

### A szétesett birodalom
- 1603-ban a birodalom 2 részre hasadt: Fezre és Marrakesre

#### a) Fez tartománya1603–1628
| Uralkodó                   | Születési idő | Halálozási idő   | Élethossz | Uralkodási idő       | Uralkodási évek | Megjegyzés                             |
| -------------------------- | ------------- | ---------------- | --------- | -------------------- | --------------- | -------------------------------------- |
| Abou Faresz Abdullah       | 1564          | 1609 augusztusa  | 45 év     | szultán: 1603 – 1604 | 1 év            | Névlegesen. Marrakesben is uralkodott. |
| Zidan Abu Máli             | ?             | 1627 szeptembere | ? év      | szultán: 1603 – 1604 | 1 év            | Marrakesben is uralkodott.             |
| Mohammed as Sejk al Mammún | 1566          | 1621             | 55 év     | szultán: 1605 – 1613 | 8 év            | Ahmad al-Manszúr fia.                  |
| Abdullah                   | ?             | 1623             | ? év      | szultán: 1613 – 1623 | 10 év           | Fia.                                   |
| Abd al-Malik               | ?             | 1627             | ? év      | szultán: 1623 – 1627 | 4 év            | Fivére.                                |
| III. Mohammed              | ?             | 1628. június 16. | ? év      | szultán: 1627 – 1628 | 1 év            | Fivére.                                |

#### b) Marrakes tartománya1603–1659
| Uralkodó                    | Születési idő | Halálozási idő    | Élethossz | Uralkodási idő       | Uralkodási évek | Megjegyzés                                     |
| --------------------------- | ------------- | ----------------- | --------- | -------------------- | --------------- | ---------------------------------------------- |
| Abou Faresz Abdullah        | 1564          | 1609 augusztusa   | 45 év     | szultán: 1603 – 1606 | 3 év            | Ahmad al-Manszúr fia. Fezben is uralkodott.    |
| Mohammed as Sejk al Mammún  | 1566          | 1621              | 55 év     | szultán: 1606 – 1607 | 1 év            | Fezben is uralkodott.                          |
| Zidan Abu Máli              | ?             | 1627 szeptembere  | ? év      | szultán: 1607 – 1608 | 1 év            | Fivére. Fezben is uralkodott. Első uralkodása. |
| II. Mohammed                | ?             | kb. 1613          | ? év      | szultán: 1608        | 1 év            | I. Mohammed unokája.                           |
| Zidan Abu Máli              | ?             | 1627 szeptembere  | ? év      | szultán: 1608 – 1627 | 19 év           | Második uralkodása.                            |
| II. Abu Merván Abd al-Malik | ?             | 1631. március 10. | ? év      | szultán: 1627 – 1631 | 4 év            | Fia.                                           |
| Al Walid                    | ?             | 1636. február 21. | ? év      | szultán: 1631 – 1636 | 5 év            | Fivére.                                        |
| Mohammed es Sejk es Szeghir | ?             | 1655. január 30.  | ? év      | szultán: 1636 – 1655 | 19 év           | Fivére.                                        |
| Ahmed al Abbász             | ?             | 1659              | ? év      | szultán: 1655 – 1659 | 4 év            | Fia.                                           |

## Alaviták(1631–napjainkig)
A dátumokhoz lásd: 
| Portré | Uralkodó                                                 | Uralkodott                  | Eredeti neve          | Megjegyzés                                                        |
| ------ | -------------------------------------------------------- | --------------------------- | --------------------- | ----------------------------------------------------------------- |
|        | I. Mohammed * 1589. november 9. † 1659. június 5.        | 1631–1636                   | مولاي الشريف          |                                                                   |
|        | II. Mohammed * ? † 1664. augusztus 2.                    | 1636–1664                   | محمد بن علي الشريف    | I. Mohammed fia.                                                  |
|        | Al-Rasid * 1631 † 1672. április 9.                       | 1664–1672                   | مولاي الرشيد          | I. Mohammed fia. 1666-tól egész Marokkó szultánja.                |
|        | Iszmáil * 1634 (?) † 1727. március 22.                   | 1672–1727                   | مولاي إسماعيل         | I. Mohammed fia.                                                  |
|        | II. Ahmed * 1677 † 1729. március 5.                      | 1727–1728 III. 22. III.     | ﻣﻮﻻﻱ أحمد             | Iszmáil fia.                                                      |
|        | Abd-al Malik * 1696 † 1729. március 2.                   | 1728 III. VII.              | عبد الملك بن إسماعيل  | Iszmáil fia.                                                      |
|        | II. Ahmed 2x                                             | 1728–1729 VII. III. 5.      | ﻣﻮﻻﻱ أحمد             | Második uralkodása.                                               |
|        | III. Abdellah * 1694 † 1757. november 10.                | 1729–1734 III. 5. IX. 28.   | مولاي عبد الله        | Iszmáil fia.                                                      |
|        | Ali * ? † 1737 áprilisa                                  | 1734–1736 IX. 28. II. 14.   | علي الأعرج بن إسماعيل | Iszmáil fia.                                                      |
|        | III. Abdellah 2x                                         | 1736 II. 14. VIII. 8.       | مولاي عبد الله        | Második uralkodása.                                               |
|        | II. Mohammed * 1694 † ?                                  | 1736–1738 VIII. 8. VI. 18.  | مولاي محمد بن إسماعيل | Iszmáil fia.                                                      |
|        | al-Musztadi * ? † 1759                                   | 1738–1740 VI. 18. II.       | المستضيئ بن إسماعيل   | Iszmáil fia.                                                      |
|        | III. Abdellah 3x                                         | 1740–1741 II. VI. 13.       | مولاي عبد الله        | Harmadik uralkodása.                                              |
|        | al-Abidin * ? † ?                                        | 1741 VI. 13. XI. 24.        | زين العابدين          | Iszmáil fia.                                                      |
|        | III. Abdellah 4x                                         | 1741–1742 XI. 24. II. 3.    | مولاي عبد الله        | Negyedik uralkodása.                                              |
|        | al-Musztadi 2x                                           | 1742–1743 II. 3. V.         | المستضيئ بن إسماعيل   | Második uralkodása.                                               |
|        | III. Abdellah 5x                                         | 1743–1747 V. VII.           | مولاي عبد الله        | Ötödik uralkodása.                                                |
|        | al-Musztadi 3x                                           | 1747–1748 VII. X.           | المستضيئ بن إسماعيل   | Harmadik uralkodása.                                              |
|        | III. Abdellah 6x                                         | 1748–1757 X. XI.            | مولاي عبد الله        | Hatodik uralkodása.                                               |
|        | III. Mohammed * 1715 körül † 1790. április 9.            | 1757–1790 XI. 10. IV. 9.    | محمد الثالث           | III. Abdellah fia.                                                |
|        | Jazid * 1750 † 1792. február 23.                         | 1790–1792 IV. II. 23.       | اليزيد بن محمد        | III. Mohammed fia.                                                |
|        | Hísám * ? † 1797 novembere                               | 1792–1797                   |                       | III. Mohammed fia.                                                |
|        | Szulejmán * 1766 † 1822. november 28.                    | 1792–1822 ?? XI. 28.        | مولاي سليمان          | III. Mohammed fia.                                                |
|        | Abd ar-Rahmán * 1778. november 28. † 1859. augusztus 24. | 1822–1859 XI. 30. VIII. 24. | عبد الرحمان           | Hísám fia.                                                        |
|        | IV. Mohammed * 1803 † 1873. szeptember 16.               | 1859–1873 VIII. 24. IX. 16. | محمد الرابع           | Abd ar-Rahmán fia.                                                |
|        | I. Haszan * 1836 † 1894. június 7.                       | 1873–1894 IX. VI. 7.        | الحسن الأول           | IV. Mohammed fia.                                                 |
|        | Abd al-Azíz * 1878. február 24. † 1943. június 10.       | 1894–1908 VI. 7. I. 4.      | عبد العزيز الرابع     | I. Haszan fia.                                                    |
|        | Abd al-Hafíz * 1876. február 24. † 1937. április 4.      | 1908–1912 I. 4. VIII. 12.   | عبد الحفيظ            | I. Haszan fia. 1912-től francia protektorátus.                    |
|        | Juszúf * 1882 † 1927. november 17.                       | 1912–1927 VIII. 13. XI. 17. | يوسف بن الحسن         | I. Haszan fia.                                                    |
|        | V. Mohammed * 1909. augusztus 10. † 1961. február 26.    | 1927–1953 XI. 17. VIII. 20. | محمد الخامس           | Juszúf fia.                                                       |
|        | (VI.) Mohammed * 1889 † 1976. július 17.                 | 1953–1955 VIII. 20. X. 30.  |                       | IV. Mohammed unokája.                                             |
|        | V. Mohammed 2x                                           | 1955–1961 XI. 16. II. 26.   | محمد الخامس           | Második uralkodása. 1957. augusztus 14-től királyként uralkodott. |
|        | II. Haszan * 1929. július 9. † 1999. július 23.          | 1961–1999 III. 3. VII. 23.  | الحسن الثاني          | V. Mohammed fia.                                                  |
|        | VI. Mohammed * 1963. augusztus 21.                       | 1999–? VII. 23.             | محمّد السادس           | II. Haszan fia.                                                   |